# Sivert Knudsen Aarflot

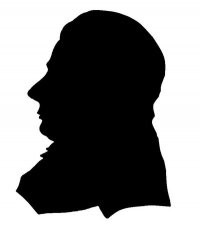
Sivert Aarflot

Sivert Knudsen Aarflot (* 23. Oktober 1759 auf dem Hof Aarflot, Ørsta, Provinz Møre og Romsdal; † 14. Juli 1817 auf dem Hof Ekset, Volda, Provinz Møre og Romsdal) war ein norwegischer Volksaufklärer.
Aarflot war als Lehrer, Bauer, Naturforscher, Autor, Verleger, Buchdrucker und Lensmann tätig. Vom 2. Januar 1810 an gab er das zunächst wöchentlich erscheinende Norsk Landboeblad heraus, das als erste norwegische Lokalzeitung gilt. Weil das Papier oft knapp war und Aarflot krank wurde, musste er die Zeitung im Juni 1816 einstellen. Er besaß eine große Bibliothek, schrieb zahlreiche Bücher und machte durch seine Druckerei auch viele Schriften dem Volk zugänglich. Aarflot bekam mehrere Auszeichnungen, darunter den Dannebrogorden, den ihm der dänisch-norwegische König Fredrik VI. 1809 verlieh. In Erinnerung an Aarflot wurde an seiner Wirkungsstätte, dem Hof Ekset in Volda, das Sivert Aarflot Museum eingerichtet. Aarflots Grab befindet sich auf dem Friedhof von Volda.

## Werke (Auswahl)
- Det lykkelige Torske-Fiskerie i Aaret 1791. Bergen 1791
- Nogle Afskeeds-Ord, i tvende smaae Sange. Bergen 1793
- Naturlige Aarsager til Fiskeriernes Til- og Fragang ved de Nordenfjeldske Kyster, i Handels- og Industri. København nr. 49–53/1805
- Hampens Dyrkning og Tilberedning. København 1805, Neudruck Ekset 1810
- Norsk Jorddyrkers Almanak for Aaret 1805. København 1805
- Efterretning om det svenske Kongehuus, og noget om Tilstanden i Sverrig. Ekset 1809
- Høitidelig Hæders-Minde-Tavle, over Fem af Fædrelandets Forsvarere. Ekset 1809
- Heimatkomsten aat Granderaa. I tvo Saanga. Ekset 1810
- Herausgabe der Zeitung Norsk Landboeblad. Ekset 1810–1816
- Fjeldbobrød mod Hungersnød eller vildvoxende Fjeldplanter. Ekset 1812
- Udtog af Naturhistorien, for Landboe-Ungdommen. Ekset 1814
- Dyrerigets første Bog. Pattedyrenes Naturhistorie. Ekset 1815
- Dyrerigets anden Bog; Fuglenes Naturhistorie. Ekset 1816
- Aarflots Nye Regnebog for Bondebrug. Ekset 1817